# Cremastus dispar
Cremastus dispar är en stekelart som beskrevs av Dasch 1979. Cremastus dispar ingår i släktet Cremastus och familjen brokparasitsteklar. Inga underarter finns listade i Catalogue of Life.